# Oratorio della Santissima Trinità (Novazzano)
L'oratorio della Santissima Trinità è situato a Castel di Sotto, frazione di Novazzano. 

## Descrizione
L'edificio presenta un'abside semicircolare romanica, risalente al secolo XII-XIII; il campanile a vela è del secolo XVIII. È stato parzialmente restaurato nel 2007.
All'interno custodisce un altare a muro in marmo d'Arzo del secolo XIX, con una pala seicentesca raffigurante l'Incoronazione della Vergine attribuita alla bottega del pittore Francesco Torriani, e un dipinto olio su tela con l'Estasi di santa Rosa da Lima, della fine del secolo XVI.
Gli stucchi dell'abside, anteriori al 1708, sono attribuiti ad Agostino Silva.